# Repetiranje
Repetiranje (nje. repetieren ≃ lat. repetere – ponoviti, tražiti natrag) je radnja kod vatrenog oružja gdje se ručica smještena na desnoj strani zatvarača podiže gore i povlači prema nazad za izbaciti rabljenu čahuru i guranjem zatvarača prema naprijed gurnuo novi metak u cijev koji je pred zatvarač podigla opruga iz spremnika. Puške brzometke koje djeluju na ovaj način zovu se stoga opetuše odnosno repetirke (prema nje. Repetiergewehr). Najčešće su to puške, iako postoje neke sačmarice i pištolji. Još od 19. stoljeća, tijekom svjetskih ratova, repetirke su bile standard pješačkog oružja većine vojski svijeta.
U vojnoj i zakonsko-službenoj upotrebi, ovakva oružja su zamijenila poluautomatska oružja, premda su i danas snajperske puške najčešće repetirke ili opetuše, kao i vatreno oružje za lov i streljaštvo. Glavni nedostatak je manja brzina pucanja i kapacitet spremnika.